# Eusimara subfervida
Eusimara subfervida är en fjärilsart som beskrevs av Walker 1865. Eusimara subfervida ingår i släktet Eusimara och familjen nattflyn. Inga underarter finns listade i Catalogue of Life.